# El Flamisell
El Flamisell és un riu de Catalunya, afluent de la Noguera Pallaresa pel marge dret. Fa uns 34 km. de longitud.
És un riu torrentós, amb canvis força bruscos del seu cabal. Té un cabal mitjà de 7,75 m³/s. Tanmateix, és prou regular, encara que alguna vegada ha produït estralls, com a l'octubre del 1937, que destruí la central de Cabdella i portà a la Pobla de Segur un cabal instantani de 700 m³/s.

## Naixença i curs
Al seu naixement, dins el municipi de la Torre de Cabdella, rep les aigües que desguassen de diversos estanys pirinencs (Tort, Mar, Gento, Colomina, etc.), en un dels espais lacustres més remarcables d'Europa. Se'n considera el naixement al pantà o Estany de Sallente, que és el darrer de tot el sistema d'estanys de la seva capçalera.
Recull l'aigua del massís pirinenc de Peguera, que culmina a 2.982 m. d'altitud i de tot el sistema que marca el límit nord del terme municipal de la Torre de Cabdella i el sud de la zona interna del Parc Nacional d'Aigüestortes i Estany de Sant Maurici, compost per una cinquantena de cims de més de 2.500 m. alt.
Transcorre per la Vall Fosca, passa per Cabdella, Espui, la Torre de Cabdella, la Pobleta de Bellveí i Senterada i s'aboca a la Noguera Pallaresa al seu pas per la Pobla de Segur. El seu curs és marcadament de nord a sud fins a Senterada, on emprèn la direcció nord-oest sud-est fins a la Pobla de Segur. Els seus primers quilòmetres, fins a superar el poble de Beranui, discorren per una vall molt estreta i tancada (d'aquí Vall Fosca), i a partir de la Pobla de Bellveí la vall comença a obrir-se més.
Les seves característiques hidrològiques el fan un dels rius més idonis del país per al seu aprofitament de cara a la producció d'energia elèctrica. Des de l'any 1914 fou equipat per a la producció d'electricitat: 56.500 kW. de potència, distribuïts entre quatre centrals: Cabdella, Molinos, la Plana i la Pobla, la primera de les quals és una central de fort desnivell que aprofita com a reguladors els estanys Gento, Salat, Cubieso i Tort, tots d'origen glacial. En el règim del riu domina el caràcter nival de les precipitacions, amb un màxim de maig superior al doble del cabal mitjà.

## Traçat i afluents

### La Torre de Cabdella
La naixença del Flamisell és dins del terme municipal de la Torre de Cabdella, i durant la primera part del seu curs travessa tot el terme primigeni d'aquest nom, més tard passa fregant l'antic terme de Mont-ros, i després travessa el de la Pobleta de Bellveí.
La seva naixença actual, després de les transformacions pels complexos d'obtenció d'energia hidroelèctrica que s'han desenvolupat en aquella zona al llarg del segle xx, es considera que és en el pantà de Sallente, al nord-est del poble de Cabdella. El pantà de Sallente és alimentat pel torrent de Sallente, pel torrent d'Estany Gento, i per tot d'altres torrents que davallen de les muntanyes que emmarquen el pantà.
Un cop superat el pantà de Sallente, discorre per un fons de vall glaciar, anomenat Pla de Toveria, a partir del qual comença a rebre tot de barrancs i torrents de muntanya, entre els quals destaquen el barranc dels Posterrers, que li arriba per l'esquerra, el barranc de Ginente, el barranc de Valldomars, el barranc de Ricossanto, el barranc dels Pous i el barranc de Torplà. tots per l'esquerra, després dels quals ja arriba al poble de Cabdella.
Just al sud, a tocar, d'aquest poble, el Flamisell rep per la dreta les aigües del riu de Riqüerna, que uns metres abans ha rebut l'afluència del riu de Filià. i arriba a la Central de Cabdella, al sud de la qual hi aflueix per l'esquerra el barranc d'Arinyolo, just al començament d'un altre fons de vall d'antiga gelera, la dels Arenals i les Esplugues d'Espui, i al cap de poc arriba a l'alçada del poble d'Espui. Just pel costat nord d'aquest poble hi aflueixen els barrancs d'Escobet, o dels Verdins, per la dreta, i d'Aigüero, per l'esquerra.
Cap al final d'aquest tram de vall, aflueix per l'esquerra el barranc de la Creu, just al nord del poble d'Aiguabella. A partir d'aquest poble, la vall es tanca cada cop més, donant la raó a l'apel·latiu de la vall: la Vall Fosca. Just a ponent d'Aiguabella aflueix en el Flamisell el barranc de les Serres, i al seu sud-oest, el barranc dels Bisarts. Així, al cap de poc el Flamisell arriba ran del poble de la Torre de Cabdella, que queda en el marge esquerre del riu.

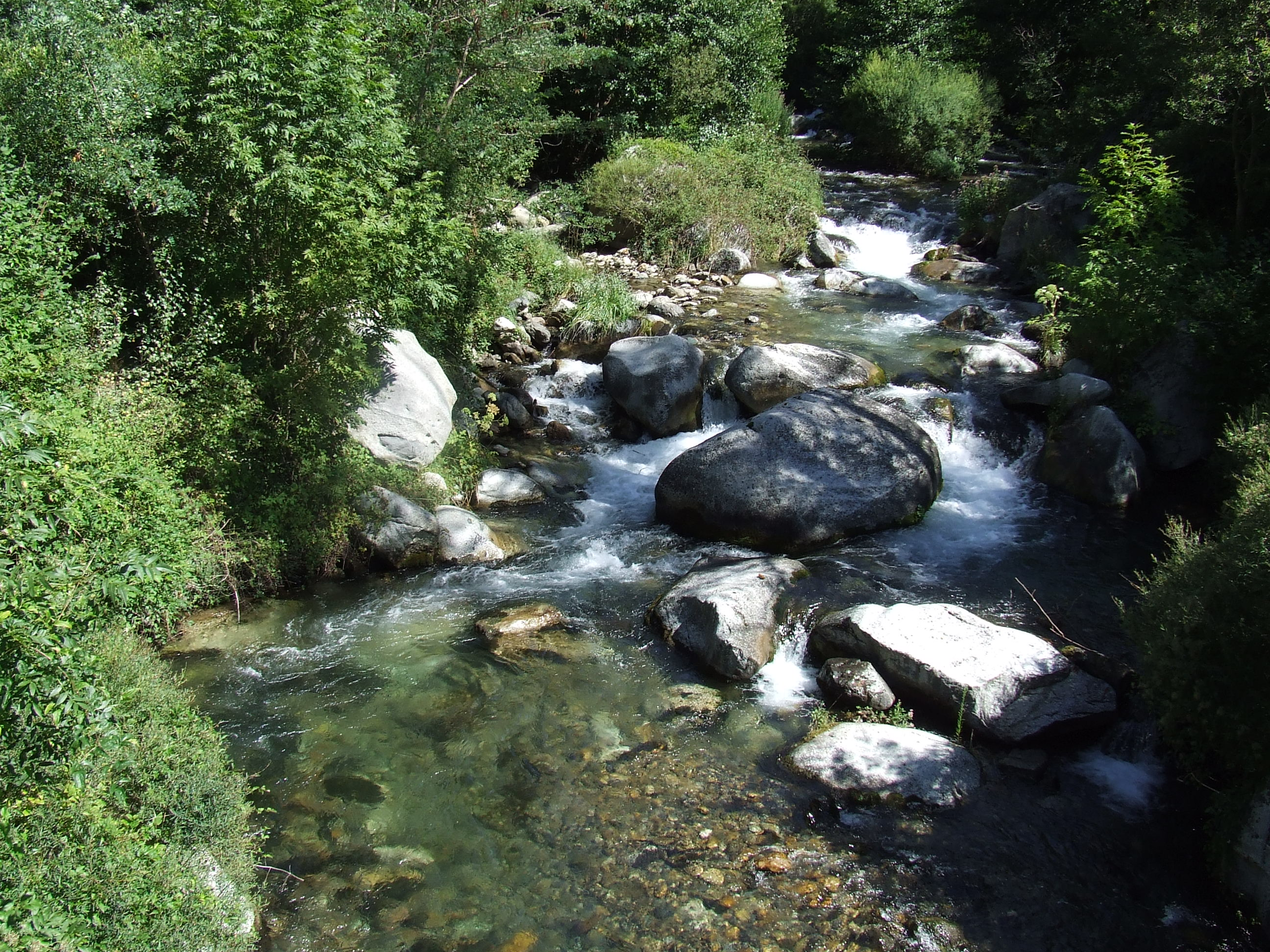
El Flamisell, a l'alçada de Molinos

Una mica al sud de la Torre de Cabdella, aflueix des de llevant el barranc dels Covilars, i una mica més al sud, a la dreta del riu es troba l'església romànica de Sant Martí de Ballmoll, just al lloc per on passa la carretera local que mena a Astell, Obeix i Aguiró. Al cap de poc, a l'esquerra es troba la cruïlla de la carretera L-503, que vertebra la vall principal del Flamisell, amb la carretera local que mena a Mont-ros, Pobellà i Paüls de Flamisell; just en aquell lloc aflueix per l'esquerra del Flamisell el barranc de les Espones. Es tracta del lloc on es troba la central i el poble de Molinos.
Just en aquest lloc antigament hi havia el termenal amb el terme de Mont-ros: el riu feia de termenal, i quedava Mont-ros a llevant i la Torre de Cabdella a ponent. A Molinos arriben per la dreta el barranc del Solà, que recull d'altres barrancs del nord d'Astell, i per l'esquerra el barranc del Foguer, un dels que vertebra la Coma, on es troben Mont-ros, Pobellà i Paüls de Flamisell. Encara una mica més a migdia, arriba l'altre barranc que també defineix la Coma: el barranc de la Plantadeta. Encara més al sud-oest, el barranc de la Font del Frare arriba per la dreta del Flamisell, i al cap de poc, lo Barranquill, paral·lel a l'anterior.

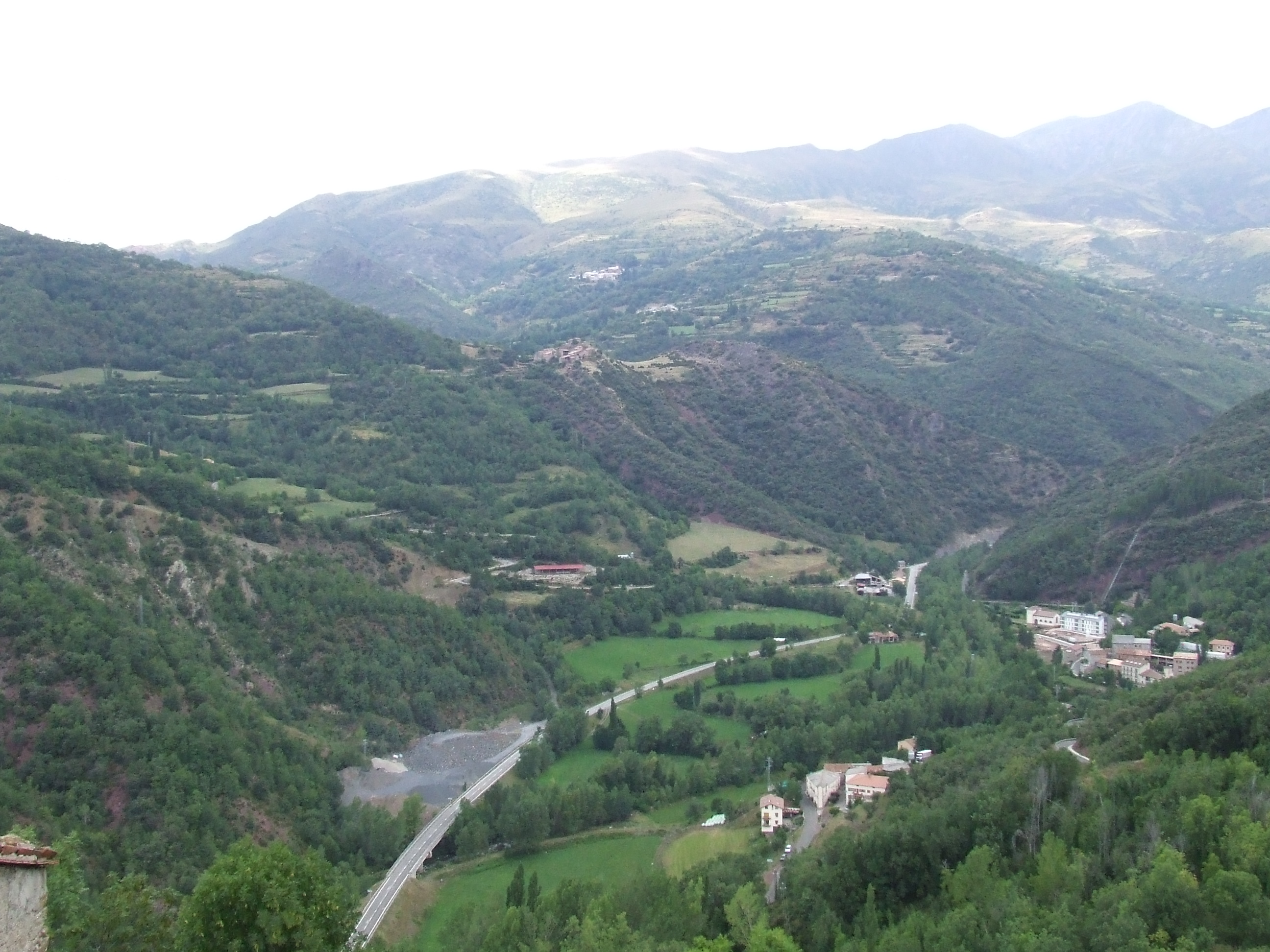
L'eixamplament de la vall de la Plana de Mont-ros

Continuant cap al sud-oest, al cap de poc arriba per la dreta el barranc Roi, a partir del qual el Flamisell feia de termenal entre Mont-ros i la Pobleta de Bellveí. Just al damunt del riu, a l'esquerra, s'alça el poble de Castell-estaó, i de seguida, a l'esquerra, es troba la Plana de Mont-ros, en el lloc on, des de ponent arriba el barranc des Colties i per la dreta, baixant de la vall al final de la qual es troba la Plana de Mont-ros, el barranc de Gramenet, al capdamunt del qual es troba el poble, abandonat actualment, de Gramenet de Beranui.
A migdia de la Plana de Mont-ros es troben enlairats damunt de la vall, a llevant, el poble de Beranui i a ponent, el d'Antist. Al sud de Beranui, per la dreta aflueix la llau dels Hortells i al cap de ben poc el barranc d'Antist, i just al davant, venint de llevant, el barranc de Serra Espina. Just abans d'aquests dos barrancs el Flamisell ha entrat ja de ple dins de l'antic terme de la Pobleta de Bellveí, actualment agregat a la Torre de Cabdella.

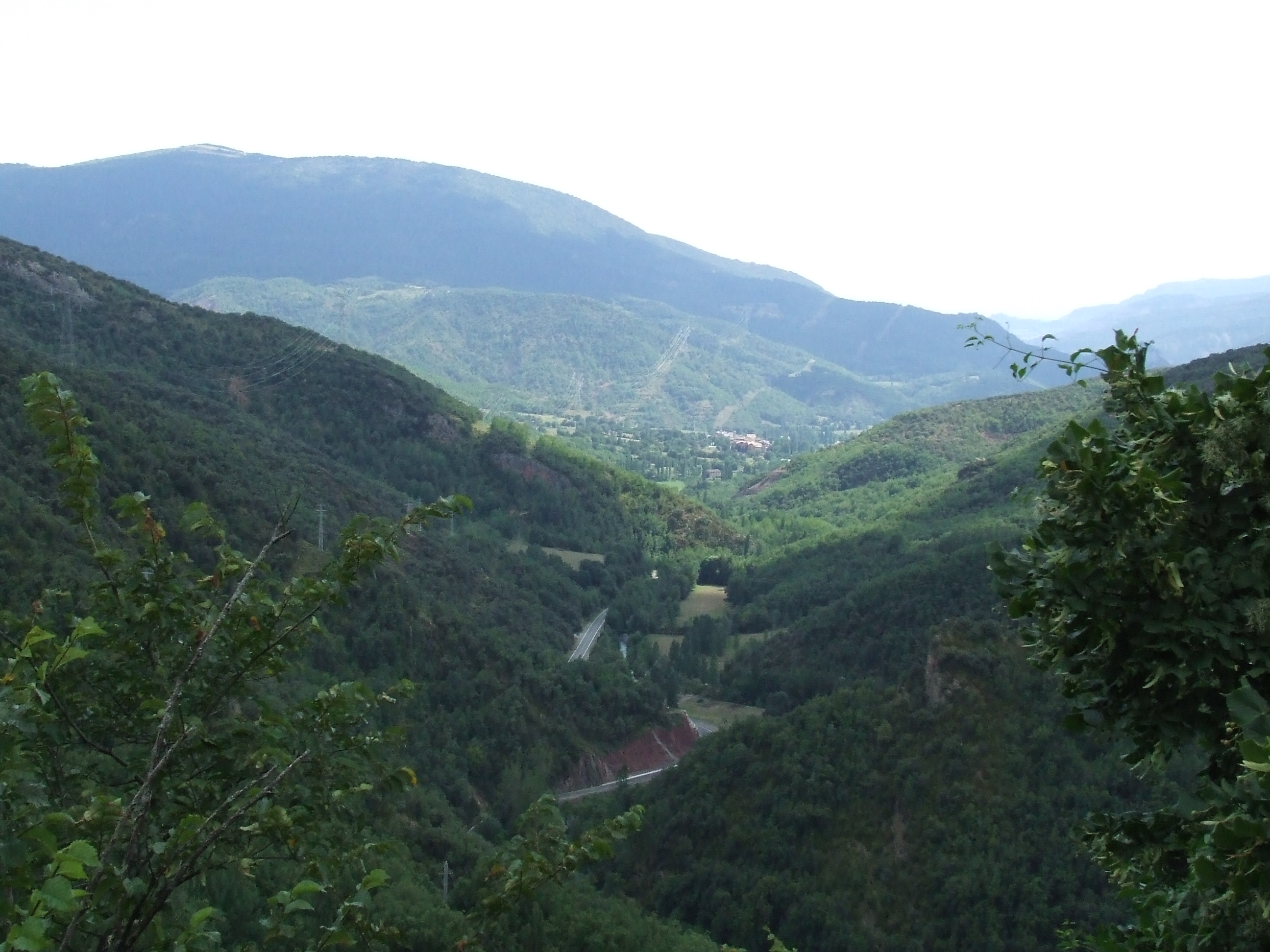
Al fons, l'eixamplament de la vall de la Pobleta de Bellveí

Al cap d'un tros, es produeix el tercer eixamplament, d'origen glaciar, de la vall del Flamisell: el que correspon a la Pobleta de Bellveí. A l'inici, aflueixen per la dreta la llau del Bosc, i per l'esquerra, la llau de la Torroella. Poc al nord de la Pobleta de Bellveí, dos cursos d'aigua més van a parar al Flamisell: per l'esquerra, el barranc dels Casals. i per la dreta, la llau de Sant Feliu. La Pobleta de Bellveí és al mig de la plana que forma en aquell lloc el Flamisell, i a través del mateix poble aflueix per l'esquerra el barranc d'Envall. Al sud-oest de la vila, per l'esquerra s'aboca en el Flamisell el barranc de Ruixou, i al cap d'un tram més, per la dreta el barranc de Sant Genís, després del qual el Flamisell abandona el terme de la Torre de Cabdella per tal d'entrar en el de Senterada.
Just al final del terme, a la dreta del Flamisell hi ha la Borda de Batllevell, la Masia Beneta i les restes de l'església romànica de Sant Pere Màrtir de la Masia Beneta.

### Senterada

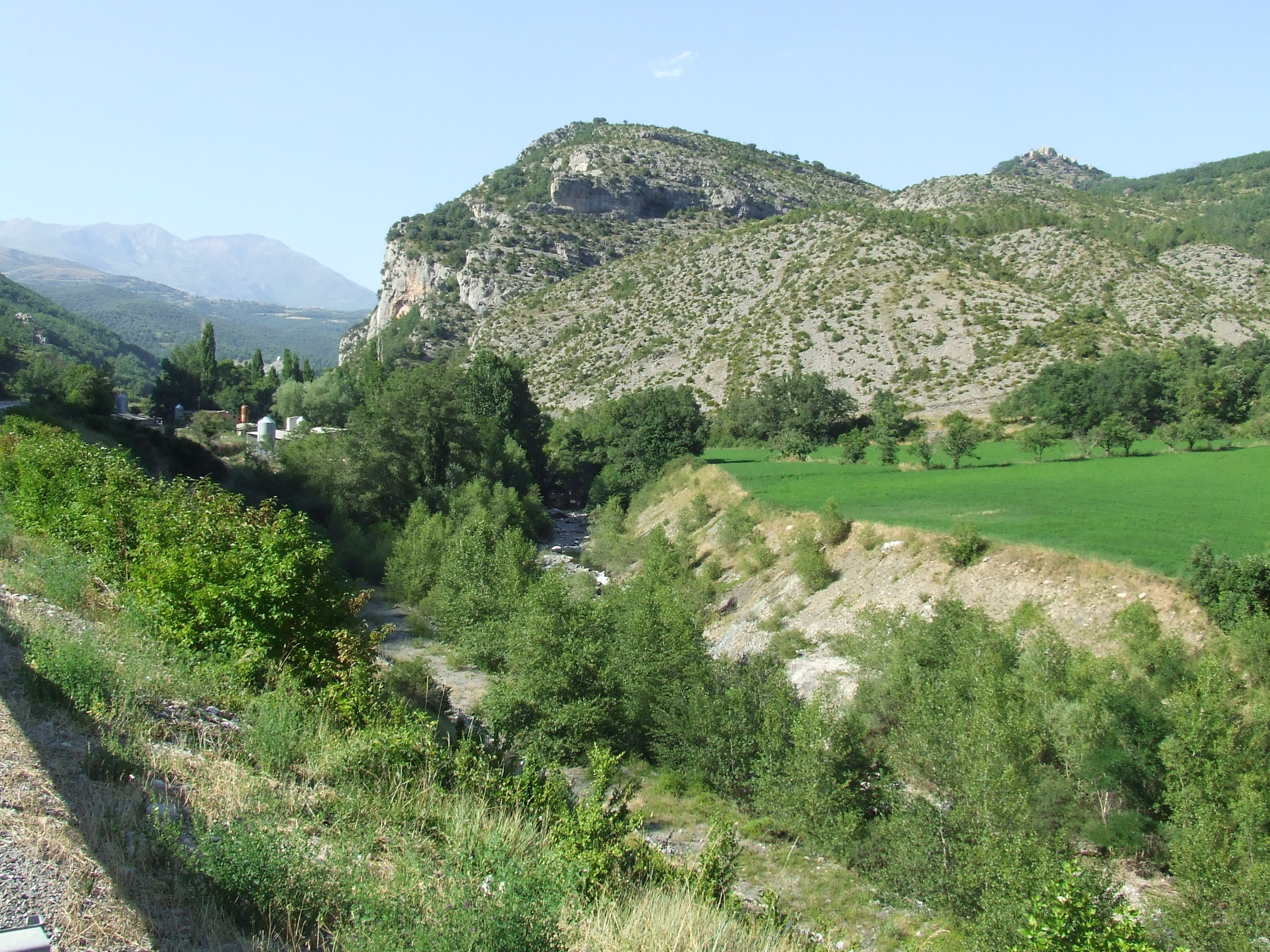
El Flamisell a prop de Lluçà

El Flamisell entra en el terme de Senterada just al nord del Càmping de Senterada, de manera que la Borda de Casimiro i el Mas d'Erdo són els primers llocs de Senterada pels quals passa a ran el Flamisell. Al lloc on hi ha el pontet de la pista de Puigcerver es comencen a trobar les primeres cases del poble de Senterada, i en aquell lloc rep per l'esquerra el barranc de la Gessera. Al cap de poc, després de deixar a la dreta tot el poble de Senterada, rep per la dreta les aigües del riu Bòssia, i el riu comença a fluir de forma paral·lela a la carretera N-260.
Un cop deixat enrere Senterada, el riu passa per sota dels enlairats pobles de Burguet (ponent) i Puigcerver (llevant), i Cérvoles (ponent), entre els quals rep per la dreta el barranc de Cérvoles i per l'esquerra el barranc de les Roureres. Després troba a llevant el poble de Lluçà, després del qual rep per l'esquerra el barranc de Sant Joan i per la dreta el barranc de la Vinyassa. Després troba a llevant el poble de Reguard (llevant) i tot seguit el barranc de l'Escalella per la dreta i el barranc dels Molinassos per l'esquerra.
Pel camí troba la Casa Garbet, la presa de Senterada i el pont de Lluçà. El terme de Senterada s'acaba una mica abans d'arribar a la boca nord del túnel d'Erinyà, de manera que aquest túnel queda ja dins del terme veí de Conca de Dalt, a l'antic terme de Toralla i Serradell, i el veí Congost d'Erinyà és termenal entre tots dos termes.

### Conca de Dalt i Senterada
Durant poc més d'un quilòmetre, el Flamisell fa de termenal entre Senterada i Conca de Dalt, en el seu enclavament de Toralla i Serradell. És, però, un dels trams destacats del curs del Flamisell, ja que conté el Congost d'Erinyà. Comença aquest termenal poc després d'haver rebut per la dreta el barranc de l'Escalella, i aviat es troba, a la dreta, les Roques del Congost, amb l'espectacular cinglera de l'Estret del Congost. La banda de l'esquerra del riu no és tan feréstega, però també té algunes parets respectables. Cal dir que la carretera N-260, paral·lela al Flamisell des de Senterada, salva el Congost d'Erinyà per un túnel modern perforat per sota les Roques del Congost, de 625 metres de llargària. Un cop superat el congost, just en el pont per on travessa el Flamisell la carretera L-522, s'acaba el termenal amb Senterada, i per un breu tram, les dues ribes del riu són en terme de Toralla i Serradell.

### Conca de Dalt

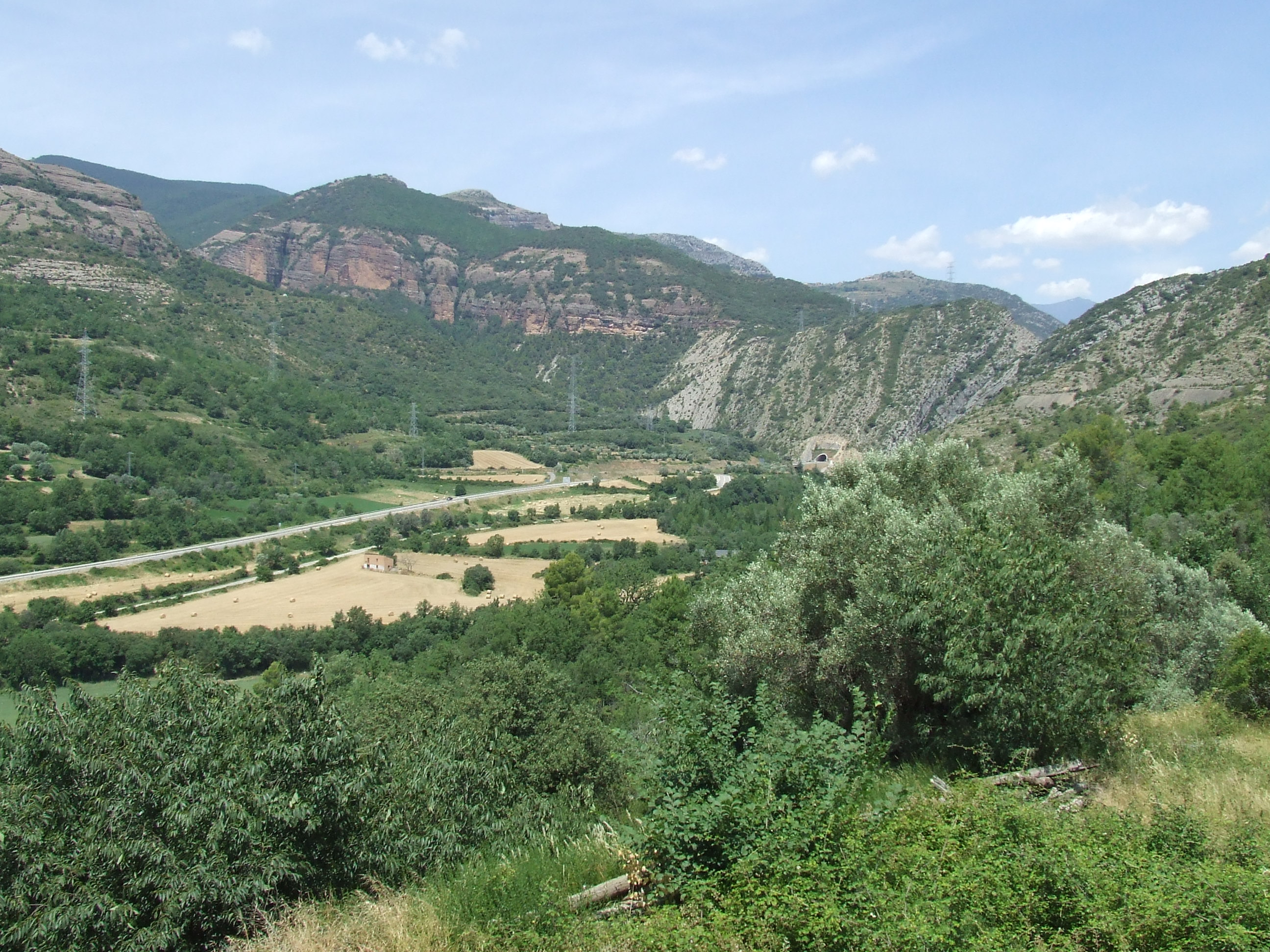
La vall del Flamisell al sud del Congost d'Erinyà

Passat el Congost d'Erinyà la vall del Flamisell s'eixampla notablement, però no deixa de tenir costers pronunciats a banda i banda. A l'esquerra hi ha una cinglera també anomenada les Roques del Congost, i a la dreta la cua de les carenes del Serrat del Ban, que acull els pobles d'Erinyà i Serradell.
Per la dreta rep de seguida el barranc d'Enserola, i per l'esquerra el costerut barranc de Moró, i al cap de poc per la dreta la llau de Fenós. Cap al final del seu recorregut pel terme de Conca de Dalt rep per la dreta el riu de Serradell, a la zona on a la dreta del riu hi ha la Casa del Tinet i Can Peret Casa, i a l'esquerra, enfilada, la Masia Soriguer.
Durant tot aquest tram el Flamisell discorre acompanyat per la carretera N-260 a la dreta i per la L-522 a l'esquerra.

### La Pobla de Segur

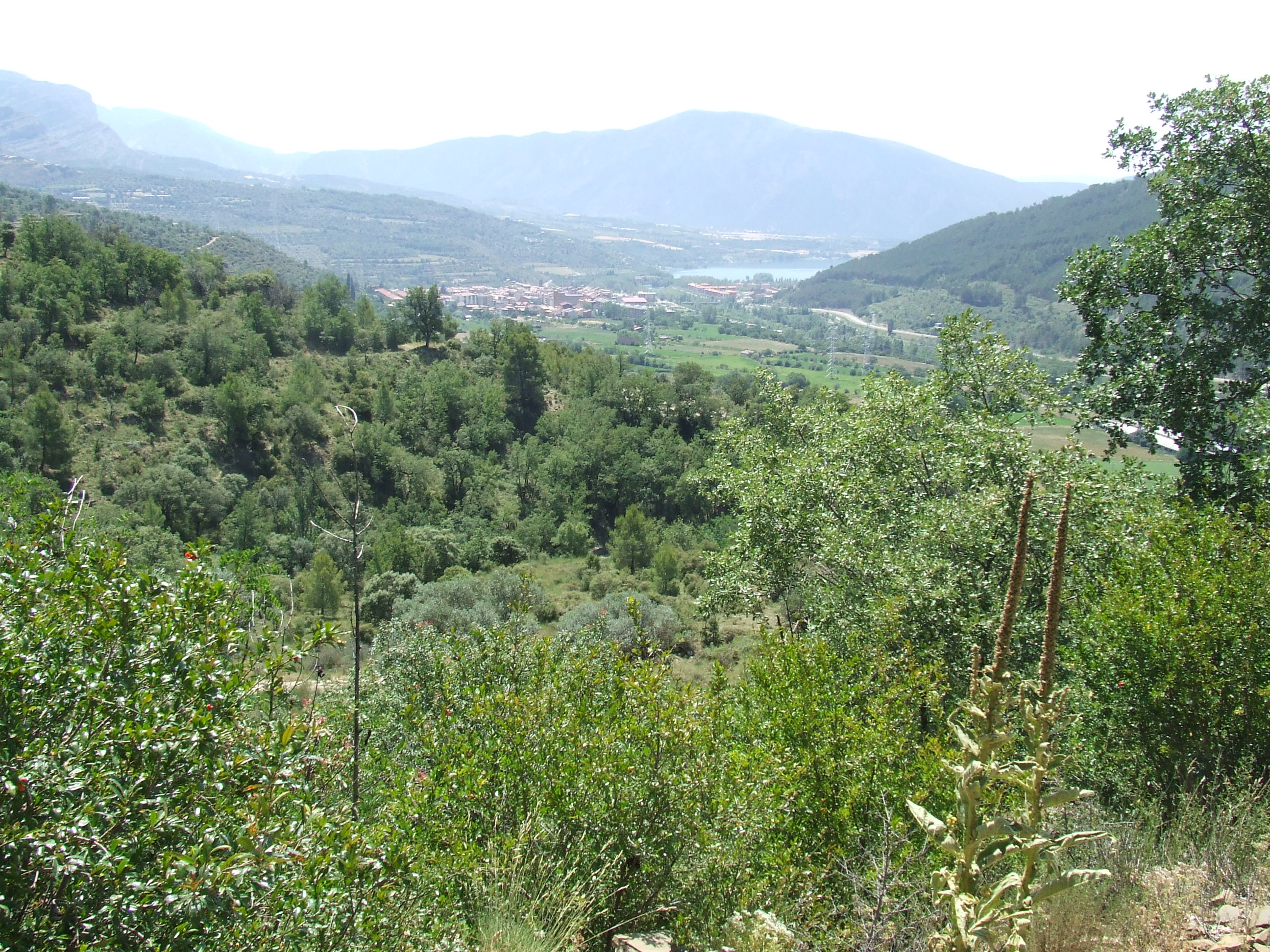
La vall del Flamisell des del Pui de Segur

El Flamisell entra en terme de la Pobla de Segur a 575 m. alt., a la partida de les Palanques. De seguida rep l'afluència per l'esquerra de la Llau de Gelat, i poc després troba la Borda de Joanet, a la partida de Fontelles, totes dues a la riba esquerra del riu. Deixa enrere la Palanca Nova i els Associats, aquestes a la dreta, i arriba a lo Pla, on hi ha la Borda de Xelamanc i el Corral de Xerallo. Al costat nord de lo Pla hi ha les restes del Pui de Segur, emplaçament primitiu del que més tard seria la Pobla.

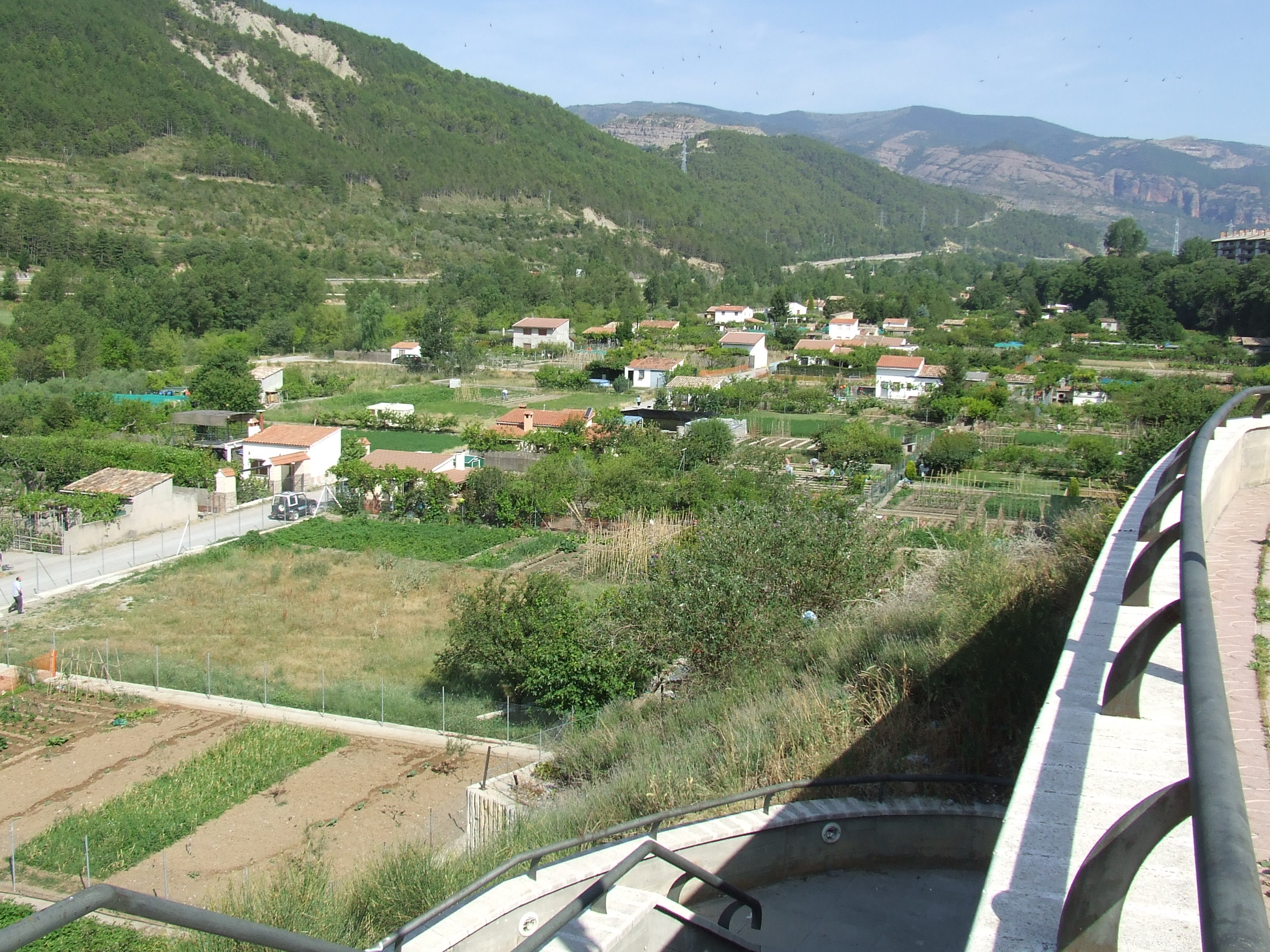
L'Horta de la Font, de la Pobla de Segur, a ran del curs del Flamisell

A partir d'aquest punt el Flamisell entra en el sector format per les seves aportacions al·luvials, que és el tram del seu recorregut més plàcid i obert. Travessa partides amb molt de protagonisme agrícola i ramader, com Pedrins, Roinal, Eulària, on hi ha l'ermita de sant Fructuós, Camars, amb la Borda del Gasa i la del Rafel i Fronteres, a l'esquerra, i les Planes, els Horts de Mascarell, la Teulera, els Horts dels Escomuns i els Martillans a la dreta.
Tot seguit es troba ja la vila de la Pobla de Segur, que queda a l'esquerra (nord-est) del riu. Entre el riu i la vila vella han crescut els nous barris de la Pobla: la Cooperativa Nova, l'Horta dels Capellans, l'Horta de la Font, o l'Horta de les Feixes, les quals, malgrat el creixement urbanístic, mantenen en part el seu paper original, dedicat en part a l'horticultura. A la dreta del riu, ja en el seu tram final, s'ha desenvolupat un barri mixt, amb important presència del sector industrial i de serveis, a l'entorn de l'Estació de la Pobla de Segur i de les Piscines Municipals. Just davant de la desembocadura del riu hi ha la Ciutat de Vacances.

## Desembocadura
S'aboca a la Noguera Pallaresa al costat sud-est de la Pobla de Segur, a la cua del Pantà de Sant Antoni.

## Centrals hidroelèctriques
El riu Flamisell té unes característiques que afavoriren la instal·lació de quatre aprofitaments hidroelèctrics al llarg del seu curs. Una gran conca lacustre amb una capacitat d'emmagatzemar 50 hectòmetres cúbics d'aigua
i una pendent notable en un recorregut curt. Les centrals instal·lades són les següents:
- Central hidroelèctrica de Capdella, situada al poble de Central de Cabdella, inaugurada el 1914. Fou la primera central hidroelèctrica moderna que es construí a Catalunya.
- Central hidroelèctrica de Molinos, situada al poble de Molinos, posada en funcionament el 1919.
- Central hidroelèctrica de la Plana de Mont-ros, situada al poble de la Plana de Mont-ros, iniciant les seves activitats el 1937.
- Central Hidràulica de la Pobla de Segur, situada a la Pobla de Segur. És una central d'aigua fluent que recull l'aigua a la presa de Senterada, i a través d'un canal de derivació és duta fins a Vileres on hi ha el salt de la central. La primera fase fou posada en marxa el 1920.

Només amb les tres primeres centrals (Capdella, Molinos i Plana de Mont-ros), el 22 % de la producció elèctrica de Catalunya a la dècada dels anys 40 sortia del Flamisell en el seu recorregut per la Vall Fosca.
Entre 1923 i 1929 va estar activa la central hidroelèctrica del Congost, situada al Congost d'Erinyà. Tancada el 1929, l'edifici fou enderrocat el 1950.

## Termes pels quals discorre el riu
- La Torre de Cabdella
- Mont-ros
- La Pobleta de Bellveí
- Senterada
- Toralla i Serradell
- La Pobla de Segur

## Afluents i estanys del Flamisell
- Barranc de Sallente
- Riu de Bellera[4]
- Riu de Riqüerna[5]
  - Barranc de Francí
  - Barranc de Coma del Port
  - Riu de Filià
- Barranc de Serraspina

### Estanys
- Estany de Castieso[6]
  - Estany Morto[7]
  - Carbonera (la Torre de Cabdella)
    - Estanys de la Montanyeta
    - Estany de Carbonera
      - Estanys de Carboneres
- Estany de Francí
  - Estany de Ribanegra
    - Estany de Dalt
- Estany Gento[8]
  - Estany de Colomina
    - Estany Xic de Colomina
    - Estany de Mar[9]
      - Estany de Saburó
- Estany de Nariolo[10]
  - Estany d'Eixerola i Estany de Cubieso[11]
- Estany Tort[12]
  - Estany Vidal
    - Estanys dels Vidals d'Amunt

  - Estany Mariola[12]
- Estany Tapat (Cabdella)
  - Estany Morera
    - Estany de Cogomella
    - Estany Grenui

  - Estany Salado
- Estanyets Amagats
- La Basseta (la Torre de Cabdella)